# Таормина
Таормина (итал. Taormina) град је на острву Сицилији у Италији, а у античко време је била грчка колонија Тауроменијум (Tauromenium), која је постојала још од 400. п. н. е., постала је део Римског царства 212. п. н. е. током Другог пунског рата.

## Географија
Таормина се налази у покрајини Месина (Messina), заједно са предивним Еолским острвима (Isole Eolie) и античким градом Милацом (Milazzo). До Таормине се може доћи ауто-путем (autostrada) од Месине са севера и од Катаније са југа. Таормина је врло популарна туристичка атракција још од 19. века. Има прелепе плаже (до којих се може доћи жичаром) на Јонском мору, које је врло топло и има високи проценат соли.
Изола Бела (Isola Bella) је острво које има плаже изванредне лепоте. Налази се јужно од Таормине. Постоје туристичке агенције које воде туристе у фасцинантну пећину Капо Сент Андреја (Capo Sant' Andrea). Таормина је изграђена на врло стрмој обали, и само је 45 минута вожње од најактивнијег вулкана у Европи, Етне.
| Клима (Таормина)         | Клима (Таормина) | Клима (Таормина) | Клима (Таормина) | Клима (Таормина) | Клима (Таормина) | Клима (Таормина) | Клима (Таормина) | Клима (Таормина) | Клима (Таормина) | Клима (Таормина) | Клима (Таормина) | Клима (Таормина) | Клима (Таормина) |
| Показатељ \ Месец        | .Јан.            | .Феб.            | .Мар.            | .Апр.            | .Мај.            | .Јун.            | .Јул.            | .Авг.            | .Сеп.            | .Окт.            | .Нов.            | .Дец.            | .Год.            |
| ------------------------ | ---------------- | ---------------- | ---------------- | ---------------- | ---------------- | ---------------- | ---------------- | ---------------- | ---------------- | ---------------- | ---------------- | ---------------- | ---------------- |
| Средњи максимум, °C (°F) | 14,2 (57,6)      | 15,0 (59)        | 16,5 (61,7)      | 19,0 (66,2)      | 23,4 (74,1)      | 28,0 (82,4)      | 30,9 (87,6)      | 31,2 (88,2)      | 27,8 (82)        | 23,1 (73,6)      | 19,2 (66,6)      | 15,9 (60,6)      | 31,2 (88,2)      |
| Средњи минимум, °C (°F)  | 7,9 (46,2)       | 7,9 (46,2)       | 9,0 (48,2)       | 11,1 (52)        | 14,5 (58,1)      | 18,7 (65,7)      | 21,5 (70,7)      | 21,9 (71,4)      | 19,7 (67,5)      | 16,0 (60,8)      | 12,8 (55)        | 9,7 (49,5)       | 7,9 (46,2)       |
| [ тражи се извор ]       |                  |                  |                  |                  |                  |                  |                  |                  |                  |                  |                  |                  |                  |

## Историја
Остаци Грчког амфитеатра (teatro greco) у ствари уопште није грчки, јер су Римљани изградили нови амфитеатар на месту старог у 2. веку п. н. е. Са пречником од 109 m (после проширења у 2. веку), овај амфитеатар је други по величини у Сицилији; често се користи за извођење разних позоришних представа као и за концерте.
Током раног 20. века, град је постао место окупљања уметника, писаца и интелектуалаца. Д Х Лоренс је живео тамо (Fontana Vecchia) од 1920. до 1922. године, и написао огроман број поема, новела, кратких прича, есеја и туристичку књигу Море и Сардинија. Филмски фестивал у Таормини се одржава већ више од 50 година.

## Становништво
Према резултатима пописа становништва 2011. у општини је живело 11.084 становника.
| 1931. | 1936. | 1951. | 1961. | 1971. | 1981.  | 1991.  | 2001.  | 2011.  |
| ----- | ----- | ----- | ----- | ----- | ------ | ------ | ------ | ------ |
| 5.829 | 6.214 | 6.690 | 7.722 | 9.106 | 10.209 | 10.120 | 10.780 | 11.084 |

## Галерија
- Главни трг у Таормини, ноћу
- Грчки амфитеатар у Таормини (2004)
- Поглед са врха амфитеатра (2004)
- Бедеми Таормине (2004)
- Поглед са врха грчког амфитеатра (2004)
- Сицилијанска црква у Таормини
- Унутрашњост сицилијанске црква у Таормини (2004)
- Шеталиште у Таормини (2004)